# Amalie van Saksen-Coburg en Gotha

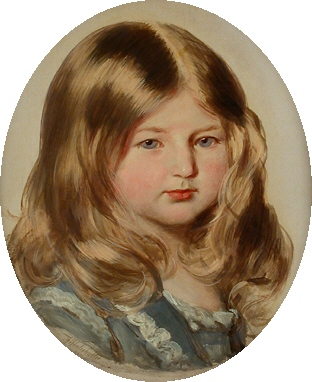
Prinses Amalie als zevenjarig meisje, naar een portret van Franz Xaver Winterhalter, 1855

Marie Louise Franciska Amalie (Coburg, 23 oktober 1848 — München, 6 mei 1894), prinses van Saksen-Coburg en Gotha, prinses van Saksen-Coburg-Saalfeld, (en na haar huwelijk: Hertogin in Beieren), was de dochter van August van Saksen-Coburg en Gotha en Clementine van Orléans. Via haar ouders was ze verwant aan de meeste koninklijke huizen van Europa.

## Huwelijk
In 1875 trouwde Amalie met hertog Maximiliaan Emanuel in Beieren. Hij was de zoon van Maximiliaan Jozef in Beieren en een broer van Elisabeth van Oostenrijk-Hongarije (Sisi). 

Amalie en Maximiliaan Emanuel kregen drie zonen:
- Siegfried August Maximilian Maria (1876-1952)
- Christoph Joseph Clemens Maria(1879-1963)
- Luitpold Emanuel Ludwig Maria (1890-1973)

Amalie stierf op 6 mei 1894 op 45-jarige leeftijd.